# Simfonia núm. 5 (Sibelius)
La Simfonia núm. 5 en mi bemoll major, op. 82, és una simfonia en tres moviments de Jean Sibelius.

## Història
Sibelius va rebre l'encàrrec d'escriure la simfonia del govern finlandès en honor al seu 50è aniversari, el 8 de desembre de 1915, que havia estat declarat festa nacional. La simfonia va ser composta originalment el 1915; va ser revisada el 1916 i el 1919.
Durant el seu procés creatiu, Sibelius va escriure al seu diari: "Va ser com si Déu Pare estigués llançant peces de mosaic des de la vora del cel i em demanés que esbrinés quin era el patró".
La versió original de l'obra va ser estrenada per l'Orquestra Filharmònica de Hèlsinki, dirigida per Sibelius el 8 de desembre de 1915, en el seu 50è aniversari. La segona versió, de la qual només en va sobreviure una part, va ser interpretada per primera vegada per l'Orquestra de Turun Soitannollinen Seura a Turku exactament un any després. La versió final, que és la que més s'interpreta avui, va ser estrenada de nou per la Filharmònica de Hèlsinki, dirigida per Sibelius, el 24 de novembre de 1919.
La primera versió de la nova simfonia va mantenir bona part del seu estil orquestral habitual (sonoritats consonants, línies de vent-fusta en tercets paral·lels, ric desenvolupament melòdic, etc.) però també mostra algunes similituds amb la quarta simfonia més modernista, amb alguns passatges bitonals. La versió de 1919 sembla més senzilla, monumental i clàssica, i també va eliminar algunes digressions i ornaments. Sibelius va comentar la seva revisió: "Volia donar a la meva simfonia una altra forma més humana. Més real, més viva."
La dècada de 1910 va ser una dècada de canvis per a la forma simfònica, que ja feia més d'un segle que existia. Mentrestant, diverses obres de referència en altres gèneres havien presentat nous desenvolupaments radicals. El 1909, Arnold Schoenberg va impulsar cada cop més harmonies dissonants i cromàtiques en les seves Cinc peces per a orquestra, op. 16. Entre 1910 i 1913, Ígor Stravinski va estrenar els seus ballets innovadors i revolucionaris L'ocell de foc, Petruixka i La consagració de la primavera. Maurice Ravel i Claude Debussy estaven treballant desenvolupant i interpretant la seva música impressionista. Tot i que havia estat en el focus públic durant gairebé vint anys, Sibelius va trobar que les seves obres rebien males crítiques per primera vegada amb l'estrena de 1911 de la seva Simfonia núm. 4 i, com ha escrit James Hepokoski, "va començar a sentir el seu propi eclipsi com a modernista competidor".
Aquests esdeveniments poden haver portat Sibelius a un punt de crisi, obligant-lo a escollir entre canviar el seu estil per adaptar-se als canvis radicals de tonalitat i llenguatge rítmic prevalents entre els compositors més joves al voltant de 1910, o continuar desenvolupant el llenguatge musical amb el qual se sentia familiar. El director d'orquestra finlandès i especialista en Sibelius Hannu Lintu, en parlar de la Simfonia núm. 5 a la televisió el 2018, va dir que Sibelius sembla haver pres una decisió definitiva, un any o dos després de la seva simfonia anterior, per mantenir-se dins dels marcs del llenguatge harmònic del romanticisme de finals del segle XIX; en canvi, innovaria en els àmbits de la macroestructura i la coloració instrumental.

## Instrumentació
La simfonia està escrita per a 2 flautes, 2 oboès, 2 clarinets, 2 fagots, 4 trompes, 3 trompetes, 3 trombons, timbals i cordes.

## Estructura
Aquesta simfonia és inusual en la seva estructura:
1. Tempo molto moderato – Allegro moderato (ma poco a poco stretto) – Vivace molto – Presto – Più presto (en mi bemoll major)
2. Andante mosso, quasi allegretto – Poco a poco stretto – Tranquillo – Poco a poco stretto – Ritenuto al tempo I (en sol major)
3. Allegro molto – Misterioso – Un pochettino largamente – Largamente assai – Un pochettino stretto (en mi bemoll major)

De les simfonies multimoviment de Sibelius, aquesta és l'única on cada moviment està en clau major.
La forma de la simfonia és simètrica pel que fa al tempo: el primer moviment comença lent però acaba amb l'scherzo ràpid. El segon moviment no és ni lent ni ràpid; forma un intermezzo tranquil. Aleshores, el tercer moviment comença ràpidament però acaba lentament. La durada és d'aproximadament 32 minuts.

### Primer moviment
Sibelius originalment volia que fossin dos moviments separats, però va vincular la introducció més lenta amb la secció "scherzo" més ràpida i semblant a un vals per crear una única forma. El moviment s'obre amb una "crida de la trompa", que conté gran part del material musical de l'obra.
Audio playback is not supported in your browser. You can download the audio file.
Tot i que està escrit en forma de sonata, el primer moviment es pot analitzar estructuralment de moltes maneres diferents. Estudiosos sibelians: Cecil Gray (1935), Gerald Abraham (1947), Simon Parmet (1955), Robert Layton (1965), i James Hepokoski (1993) – tenen els seus desacords i idees individuals sobre les divisions formals del moviment. Es discuteixen punts com la seva separació en dos moviments, l'existència de dues exposicions, com descriure funcionalment l'Scherzo i el Trio, i la ubicació exacta de l'inici de la recapitulació i la coda.

#### Diferents visions analítiques
Gray, el primer musicòleg que va escriure sobre l'estructura de la peça, no esmenta la forma sonata, però es refereix a l'existència de dos temes diferents, semblant a implicar que el moviment està en forma sonata. Abraham és un dels primers a analitzar l'obra en termes de forma sonata i exposa clarament on creu que comença cada secció i per què. Mostra que l'obra s'obre amb una doble exposició, cadascuna amb material de grup A i B diferent, i després passa al desenvolupament d'aquest material. Explica la secció clarament melòdica que comença amb l'Allegro moderato com un Scherzo i un Trio utilitzats com a substitut de la segona meitat del desenvolupament. Layton no està d'acord amb Abraham i considera que l'Scherzo és l'inici de la recapitulació.
La majoria dels musicòlegs van estar d'acord amb aquesta anàlisi fins que el text de 1993 d'Hepokoski Sibelius: Symphony No. 5 va oferir una interpretació completament diferent. Argumenta que la peça només es pot analitzar en funció del que ha anomenat "forma rotacional". Manté les mateixes seccions divisionals del moviment –doble exposició, Scherzo i recapitulació–, però utilitza un nou vocabulari per a la seva anàlisi. Hepokoski argumenta que Sibelius permet que el material determini la forma en moltes de les seves obres, desenvolupant-se per la necessitat de la música i no per una plantilla del segle XVIII o XIX; a la Cinquena Simfonia una rotació circular o estrofa passa per seccions de material, desenvolupant-lo encara més amb cada rotació. A través d'aquesta anàlisi, Hepokoski manté la ubicació general dels canvis de secció descrits pels musicòlegs anteriors i està d'acord que el moviment es pot analitzar aproximadament en forma de sonata.

##### Fusió de moviments
El primer punt analític en què els musicòlegs no han estat d'acord és com afrontar la clara separació del primer moviment en dues parts. De fet, en les dues primeres versions de l'obra, Sibelius va dividir la seva simfonia en quatre moviments amb la secció Allegro moderato del que avui és el primer moviment separat per formar un moviment Scherzo. A la versió final de 1919, el caràcter canvia en aquest punt que Gray descriu com a "dissimilaritat superficial i independència entre si". Musicòlegs anteriors com Parmet van analitzar el moviment com a dues parts separades, mentre que Gray va subratllar la separació d'aquestes seccions alhora que va reconèixer la seva coexistència en un sol moviment. Ho van fer a causa del canvi de comptador clar del 12/8 a 3/4. A més, després d'aquest canvi de mètrica, on les lletres d'assaig haurien de continuar des de la N fins al final de l'abecedari, tornen a la A, senyal clar de l'inici d'un nou moviment.
Els musicòlegs més recents no estan d'acord amb aquesta separació en dos moviments perquè les dues seccions es basen en el mateix material i en combinació permeten l'anàlisi en forma de sonata. Abraham cita com a precedent la fusió d'aquestes seccions a la Simfonia núm. 2 i Simfonia núm. 3, on els moviments Scherzo i Finale es combinen en un de sol. La fusió també es reflecteix a la partitura. Tot i que hi ha un canvi de mètrica al compàs 114, el tempo i la divisió composta del ritme no canvien: quatre compassos del 3/4 Allegro moderato corresponen a un compàs de l'apartat anterior. L'acceleració gradual, que comença al final (el clímax) de l'obertura Tempo molto moderato i condueix a l'Allegro moderato Scherzo, continua ininterrompudament fins al final del moviment; de fet, sense accés a una partitura, és difícil per a l'oient identificar exactament on comença la secció de l'Scherzo. El més important és que l'ús i el desenvolupament clars dels mateixos materials indiquen que aquest és realment un moviment. De fet, el mateix Sibelius probablement ho va pensar com un moviment mentre va publicar i interpretar el primer moviment de la seva versió final de 1919 sense descans.

##### Doble exposició
El segon punt que els musicòlegs han discutit sobre el primer moviment és l'existència de dues exposicions. La simfonia comença amb crides suaus de les trompes, la primera trompa tocant el que es converteix en el material principal del grup A mentre que les altres toquen notes llargues a continuació. La música té el seu propi caràcter rítmic ("llarg-curt-curt-llarg") i se centra en l'interval de la quarta perfecta. Aquest primer tema continua en les trompes i els fagots, mentre que cada cop més la música és desenvolupada pels instruments de vent-fusta que toquen les semicorxeres en tercer moviment paral·lel fins que es presenta el segon tema i finalment pren el relleu en el compàs 9. El grup B comença en el compàs18. En aquest punt s'escolta un tercer tema als instruments de vent -com el primer tema també construït sobre la quarta perfecte però aquesta vegada amb el ritme definitori "curt-llarg-curt"- amb acompanyament de tremolo a les cordes. Al compàs 28, el quart tema entra encara en sol major i es distingeix per la seva subdivisió doble (igual) del ritme a les trompes i els vents fusta com una progressió d'acords semblant a una coral. Aquesta exposició conclou amb el retorn del tercer tema, ara rítmicament en disminució i melòdicament circular, que s'esvaeix en un moment posterior.
Hepokoski assenyala que s'esperaria que el final d'una exposició arribés amb una cadència clara en la nova tonalitat, en aquest cas sol major. Però a mesura que el tercer tema s'esvaeix, és substituït al compàs 36 pel primer tema del grup A, aquí encara en sol major. Tot i que aquesta següent secció continua en una tonalitat inesperada (sol major després torna a canviar a la tònica mi♭ al compàs 41), Abraham i Layton la consideren una segona exposició o "contra", com la repetició del segle XVIII de l'exposició. Es refereixen a la recurrència dels dos grups A i B gairebé del tot, tot i que aquí s'utilitzen per emfatitzar la tònica.
Hepokoski no està d'acord i, en canvi, utilitza la seva terminologia de forma rotacional per parlar d'aquestes dues seccions com "Rotació 1, compassos 3–35 (enunciat referencial: 'espai expositiu')" i "Rotació 2, compassos 36–71 (rotació complementària/ 'exposició del desenvolupament')" respectivament. Ho fa basant-se en l'elecció de claus de Sibelius i la inclusió de qualitats de desenvolupament que s'utilitzen per conduir cap al clímax del moviment. En primer lloc, mentre que el grup A de la primera rotació no conté acompanyament, el grup A de la segona rotació conté acompanyament de trèmolo a les cordes. En segon lloc, la clau canvia molt abans que prèviament. En el compàs 41, Sibelius torna a mi♭ major mentre encara es troba al mig del grup A i conclou aquesta secció d'exposició en aquesta tonalitat tònica com no ho faria cap exposició en forma de sonata. Finalment, el segon tema de vent-fusta es desenvolupa amb les cordes de setzena més aviat i molt més que abans. Aquesta secció acaba igual que l'anterior amb el tercer tema en disminució que s'esvaeix sense cadència a les cordes i les fustes. El que segueix és una secció de desenvolupament (el que Hepokoski anomena Rotació 3) basada en la transició insignificant que anticipava l'entrada de corda abans del grup B a la primera exposició. Això és seguit pel desenvolupament del material del grup B que es torna a mesura que l'estat d'ànim canvia a Largamente al compàs 92.

##### Scherzo
A l'Allegro moderato al compàs 114, la música canvia a mesura que comença la segona meitat del moviment a l'estil Scherzo. Encara que tots els musicòlegs parlen d'aquesta següent secció com a Scherzo, Abraham i Preston Stedman també l'analitzen com a continuació del desenvolupament. Això ha creat un altre punt en què els musicòlegs no han estat d'acord amb l'anàlisi estructural. El nou tema melòdic que impregna la primera meitat de l'Scherzo es desenvolupa a partir del material del segon tema del grup A, però basat en el material del primer tema. Aquestes corxeres actuen com a recollides d'aquest nou tema. La clau torna a mi♭ major al compàs 158 (lletra d'assaig B) mentre que l'Scherzo continua desenvolupant el mateix material.
Com qualsevol Scherzo tradicional, Abraham explica que aquest també té una secció de Trio que comença al compàs 218 (lletra D). Això comença en mi♭ major amb una melodia de trompeta aparentment nova i distintiva (el timbal que reforça el ritme), encara que canvia ràpidament a si major (fagot i trompes). Aquesta secció es caracteritza per aquest nou material melòdic, que desenvolupa el que s'havia sentit anteriorment i també està molt relacionat amb el material del grup A. Aquesta secció també es pot considerar de desenvolupament, ja que aquesta melodia es fa passar per l'orquestra d'una manera quasi fugal.

##### Recapitulació
El punt més discutit dels musicòlegs és la ubicació de l'inici de la recapitulació. Hepokoski assenyala aquesta ambigüitat al principi de la seva anàlisi com una conseqüència de la "deformació de la sonata". Abraham explica que la repetició de l'Scherzo després de la conclusió del Trio en el compàs 298 també actua com a recapitulació del moviment. Aquesta secció encara és molt semblant a l'Scherzo, però es basa en material transformat del grup A. En el compàs 274 (lletra G), la tonalitat torna a mi♭major. La textura també canvia a mesura que la melodia s'esvaeix i les cordes comencen una llarga figura de trèmolo que s'aixeca en relació amb el patró de setzenes de la fusta del segon tema. D'alguna manera, aquest canvi clau actua com una transició de tornada a la secció principal de l'Scherzo. Stedman afegeix a l'anàlisi d'Abraham explicant que aquest retorn a l'Scherzo actua com una recapitulació de l'estructura general de la forma de la sonata. Això es pot veure en el compàs 324, amb el motiu en quarta perfecte ascendent als violins, el grup A s'indica una vegada més en una nova forma en la tonalitat d'inici de mi♭. Aquest material es fa passar cada cop més per l'orquestra i es desenvolupa en una figura arpegiada de negra staccato que en el compàs 401 (lletra L) pren completament la textura, deixant enrere el material anterior. Al compàs 471 (lletra O) la segona meitat de la recapitulació d'Abraham comença amb la subdivisió doble del tema del grup B encara en mi ♭ major.
Layton no està d'acord amb l'anàlisi d'Abraham dient que la recapitulació comença al compàs 114 amb l'inici de la primera secció de l'Scherzo. Explica que "tot i que no nega el caràcter d'Scherzo de molts episodis de la segona meitat del moviment, no hi ha dubte que de fet correspon a grans trets a la recapitulació normal en forma de sonata". Cita el retorn a la tònica en mi♭ al compàs 159 (lletra B) i l'origen clar del material del grup A tant per a l'Scherzo com per al Trio.
Hepokoski adopta un enfocament completament diferent de la recapitulació. En primer lloc, considera estructuralment que l'Scherzo i la recapitulació a través de la conclusió del moviment formen part de la quarta i última rotació que ell anomena "Rotació 4, compassos 106–586 ("Scherzo"; "espai recapitulatori")". A l'hora de definir la ubicació de la recapitulació dins d'aquesta rotació, no és capaç de donar nombres de compassos específics perquè entra de manera esglaonada. Mostra com "els quatre trets 'recapitulatius' que defineixen, però, el tema, el tempo, el caràcter de l'Scherzo i el 'color tònic', s'estableixen no simultàniament, sinó un darrere l'altre". El retorn del "tema" passa al compàs 106 amb els materials del grup A que s'escolten als metalls amb setzenes de vent fusta més amunt. El que vol dir amb "tempo" i "caràcter Scherzo" és l'acceleració al 3/4 de la secció Allegro moderato. Finalment, mostra com torna el "color tònic" al compàs 158 (lletra B), posant en marxa tots els elements de la recapitulació. Amb l'entrada de la secció del Trio, la recapitulació es posa en suspens fins que torni l'Scherzo.

##### Coda
Finalment, un agut debat torna a envoltar l'inici de la coda: si comença al compàs 507 al Presto o al 555 al Più Presto tal com han analitzat Abraham i Hepokoski respectivament.

### Segon moviment
Aquest moviment tranquil és un conjunt de variacions sobre un tema de la flauta que s'escolta al principi a les cordes, tocada en pizzicato amb vents de fusta xiulant per crear una sensació alegre.
Audio playback is not supported in your browser. You can download the audio file.

### Tercer moviment
Aquest moviment comença amb una melodia ràpida a les cordes, tocada tremolando. Després de desenvolupar-ho, comença un motiu oscil·lant i de triple temps a les trompes, que es diu que s'ha inspirat en el so dels crits dels cignes, així com en un cas concret en què el compositor va presenciar setze d'ells agafant el vol alhora. Sir Donald Tovey va comparar aquest tema amb Thor movent el seu martell.
Audio playback is not supported in your browser. You can download the audio file.
Sobre això, Sibelius fa que les flautes i les cordes toquin una de les seves melodies més famoses. Tant aquest com el motiu es desenvolupen, fins que en el tram final el motiu torna majestuós en la clau inicial. La simfonia acaba amb una de les idees més originals de Sibelius (i una que no està en la versió original): els sis acords esglaonats de la cadència final, cadascun separat pel silenci.
Audio playback is not supported in your browser. You can download the audio file.

## En la cultura popular
El motiu de la "crida del cigne" s'ha apropiat en una sèrie de cançons pop, tot i que alguns suposats préstecs són massa fugaços o massa aproximats per ser diferents de semblances casuals (p. ex. "Popsicles and Icicles" de The Murmaids (1963); "On My Own" de Peach Union (1996), i la cançó "Stories" de Disney's Beauty and the Beast: The Enchanted Christmas). L'apropiació directa es pot escoltar a la coda de Beach Baby de The First Class (1974); la cançó principal de la pel·lícula The Small One (1978), Since Yesterday de Strawberry Switchblade (1984); "I Don't Believe in Miracles" de Sinitta (1988) i "Oh What A Life" de Play People (2008). L'obertura del primer moviment se cita a l'obertura de "A Love Supreme" de John Coltrane. Es creu que Coltrane no va citar directament Sibelius, sinó que va citar On the Town de Leonard Bernstein que, al seu torn, va citar la simfonia. També apareix com a música incidental al tema curt del 2012 Stella protagonitzat per Ruth Jones. En el tercer episodi de la tercera temporada de Mozart in the Jungle, Hailey s'imagina dirigint aquesta peça, amb Rodrigo animant-la.